# Theodor Heinrich Friedrich
Theodor Heinrich Friedrich (* 30. Oktober 1776 in Königsberg (Neumark); † 12. Dezember 1819 in Hamburg) war ein deutscher satirischer Schriftsteller.

## Leben
Ab 1793 studierte Friedrich an der Universität Frankfurt/Oder und Halle Rechtswissenschaft und wurde Regierungsassessor in Plock. Friedrich schwankte zwischen bürgerlicher Karriere und Künstlerdasein. Nachdem er als Maler kurz in Dresden tätig gewesen war, kehrte er 1806 in den Staatsdienst zurück und wurde Oberlandesgerichtsrat. 1813 beim Lützowschen Freikorps, lebte er ab 1815 als freier Schriftsteller in Berlin, Wien und Hamburg. In Hamburg ertränkte er sich 43-jährig aus Mißmuth in der Elbe.

## Werk
Stoff seiner Satiren war oft das Spannungsfeld zwischen Begeisterung und Aufklärung; als Patriot befasste er sich oft mit dem deutsch-französischen Verhältnis. Friedrich traf den Publikumsgeschmack; Zeitgenossen kritisierten jedoch seine Oberflächlichkeit, die „ohne Kernwitz“ nur „seichte Unterhaltung“ biete und dilettantischem Politisieren Vorschub leiste.

## Schriften (Auswahl)
- Hypochondrie. Berlin 1809
- Vetter Kukuk. Berlin 1811
- Satyrische Feldzüge. 3 Folgen, Berlin 1814–16, Neudruck als Peter und das Glück der Dummheit. Berlin 1962
- Connexionen oder Der Weg zum Amte. Berlin 1815
- Der Geist, oder die unterbrochene Theaterprobe. In: Neue Bibliothek kleiner Theaterstücke für Privat-Gesellschaften. Ein Pendant zur Deutschen Schaubühne. 3. Theil. Augsburg und Leipzig 1818. Google Books